# Буддентурм

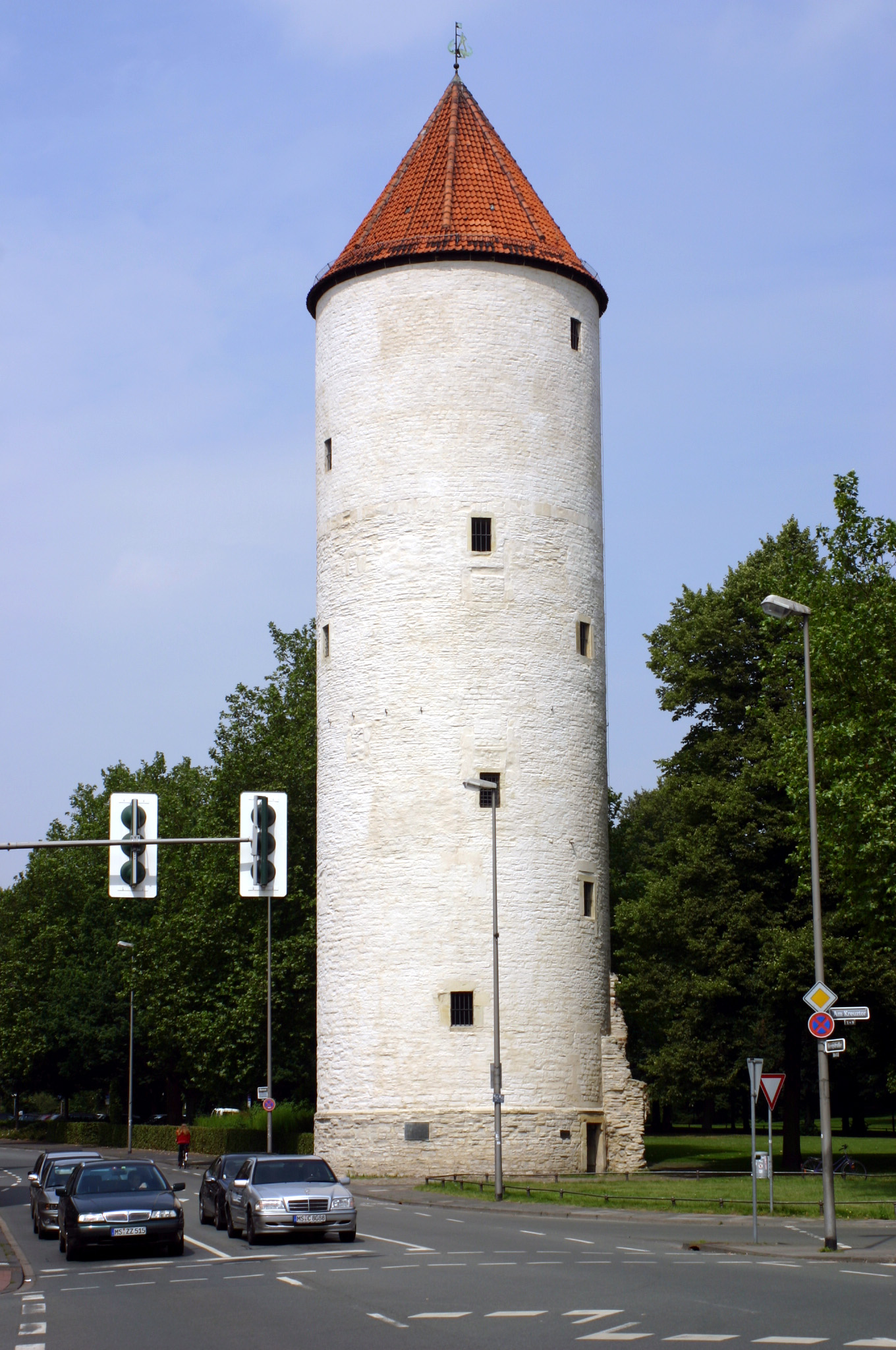
Вид с южной стороны

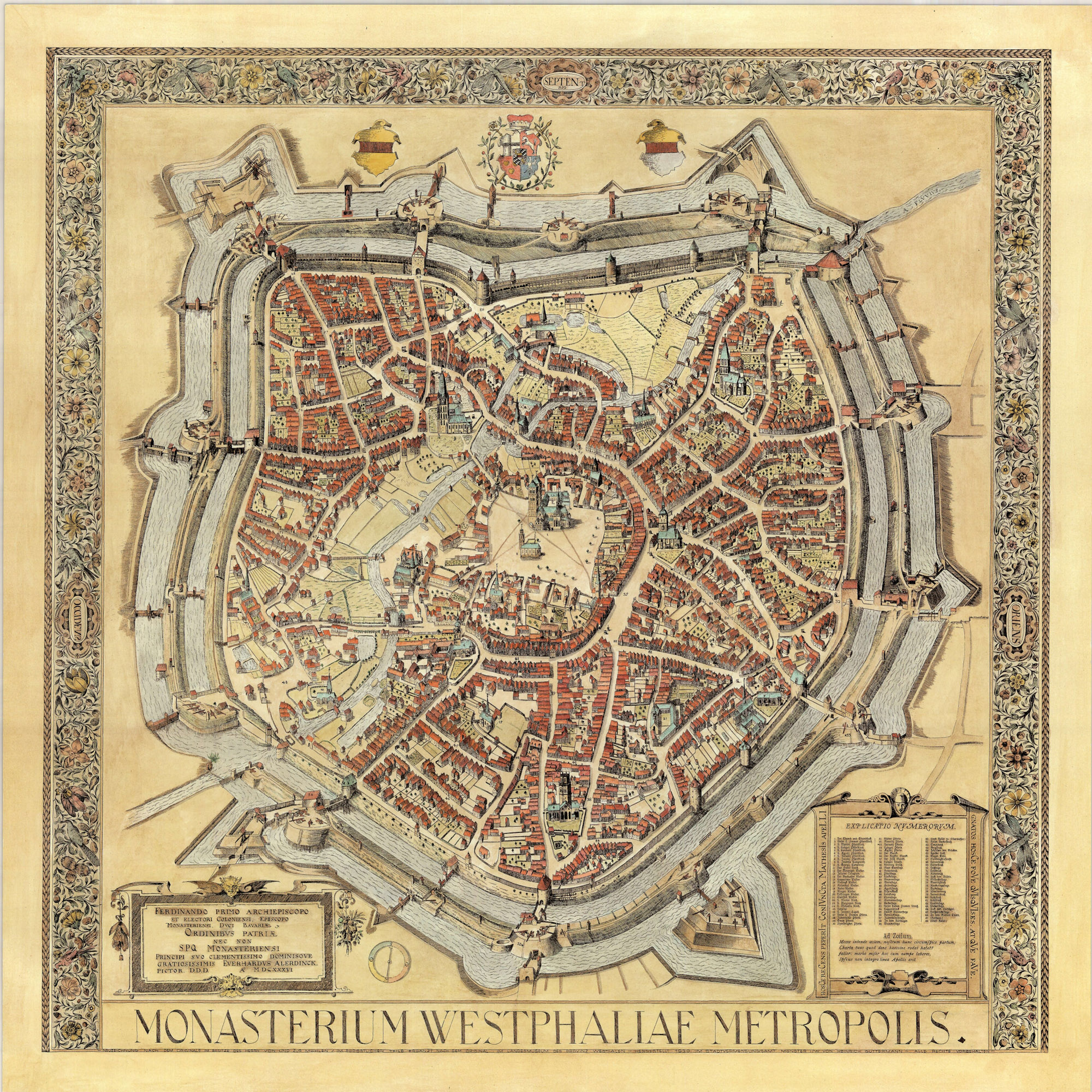
Городская стена Мюнстера в 1636 году (Buddenturm — пятая башня слева на северной стене (большая круглая башня на изломе северной стены))

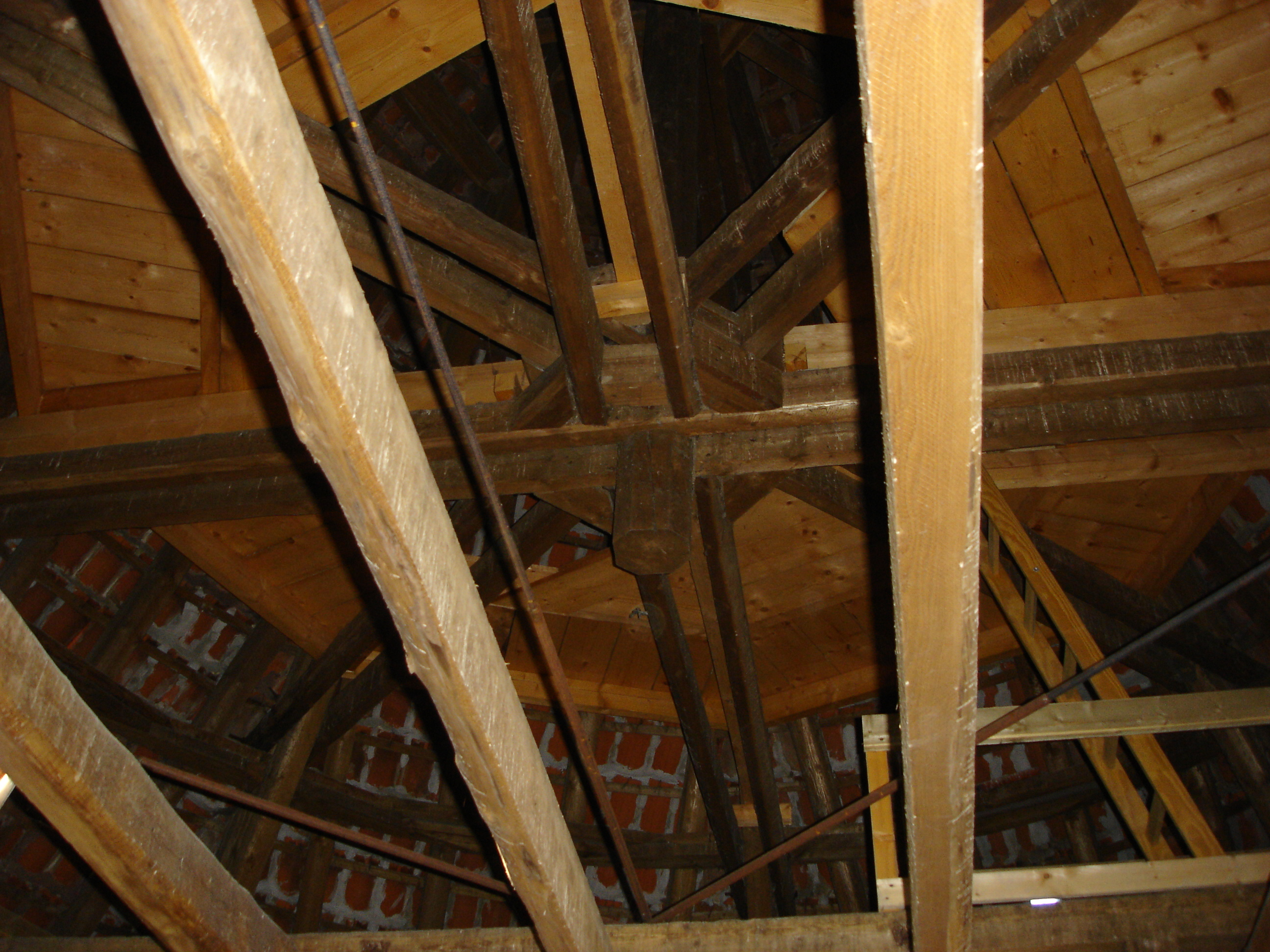
Потолочное перекрытие

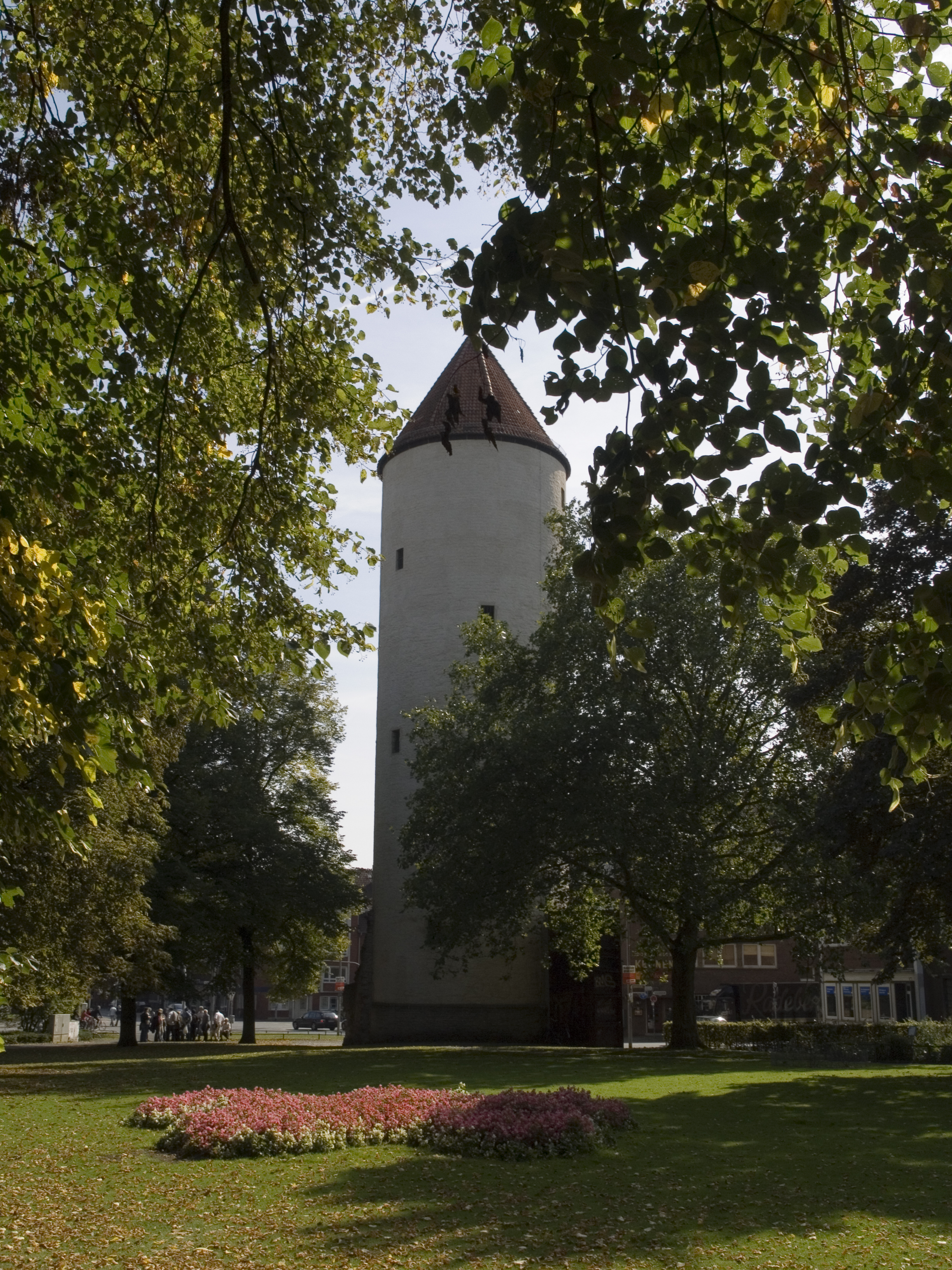
Вид с северной стороны

Буддентурм (нем. Buddenturm, также известна как Pulverturm) — оборонительная башня северной части городской стены города Мюнстер (федеральная земля Северный Рейн-Вестфалия). Расположены на пересечении улиц Münzstraße, Bergstraße, Buddenstraße и Променад.
Башня Буддентурм была возведена в 1150 году. Её первоначальная высота составляла 20 м. С 1533 года (как раз накануне время Мюнстерской коммуны 1534—1535 годов) башня была превращена в тюрьму. С 1598 года использовалась как пороховая башня.
В 1629 году башня была реконструирована, при этом её высота была увеличена на 10 м. Буддентурм служила в качестве пороховой башни вплоть до 1771 года, когда она была превращена в гарнизонную тюрьму.
В 1879 году муниципалитет города Мюнстер выкупил Буддентурм у армии за 3620 марок. После этого башня была переоборудована в водонапорную. Верхние 10 м башни были демонтированы, а вместо них был установлен бак для воды объемом 500 м³. Вместо высокой конической крыши башня получила псевдоготическую зубчатую корону.
В ходе второй мировой войны во время бомбардировок союзнической авиации башня была частично разрушена. При восстановлении Буддентурм получила облик, который она имела до переоборудования в водонапорную башню. После восстановления башня первоначально использовалась как пункт управления уличным освещением. В 1992 году башня была изъята у коммунального управления города и получила статус архитектурного памятника. В 2002 году была проведена очередная реставрация башни, в ходе которой были открыты фрагменты крепостной стены, а в 2003 году были отреставрированы все деревянные конструкции внутри башни.